# Przewodnictwo niesamoistne
Przewodnictwo niesamoistne – przewodnictwo elektryczne w gazach i w półprzewodnikach, uzależnione od wystąpienia czynnika zmieniającego przewodnictwo samoistne. W gazach zakłóceniem tym może być jonizacja termiczna lub spowodowana promieniowaniem jonizującym. W półprzewodnikach są to zakłócenia sieci krystalicznej spowodowane domieszkami; takie przewodnictwo niesamoistne nosi nazwę przewodnictwa domieszkowego.